# Mignaloux-Beauvoir
Mignaloux-Beauvoir ist eine französische Gemeinde mit 5224 Einwohnern (Stand: 1. Januar 2022) im Département Vienne in der Region Nouvelle-Aquitaine. Saint-Benoît liegt im Arrondissement Poitiers und ist Teil des Kantons Poitiers-4. Die Einwohner heißen Mignaliens.

## Geographie
Mignaloux-Beauvoir liegt im Südosten von Poitiers und wird umgeben von den Nachbargemeinden Poitiers im Norden und Nordwesten, Sèvres-Anxaumont im Nordosten, Saint-Julien-l’Ars im Osten, Savigny-Lévescault und Nieul-L’Espoir im Südosten, Noaillé-Maupertus im Süden sowie Saint-Benoît im Westen.
Durch die Gemeinde führt die Route nationale 147.

## Geschichte
848 wird der Ort als Villa Magnalorum in den Urkunden der Abtei von Noaillé erwähnt.

## Bevölkerungsentwicklung
| Einwohner                                                  | 731 | 1.300 | 1.207 | 1.638 | 2.357 | 3.341 | 3.823 | 3.949 |
| Ab 1962 offizielle Zahlen ohne Einwohner mit Zweitwohnsitz |     |       |       |       |       |       |       |       |

## Sehenswürdigkeiten

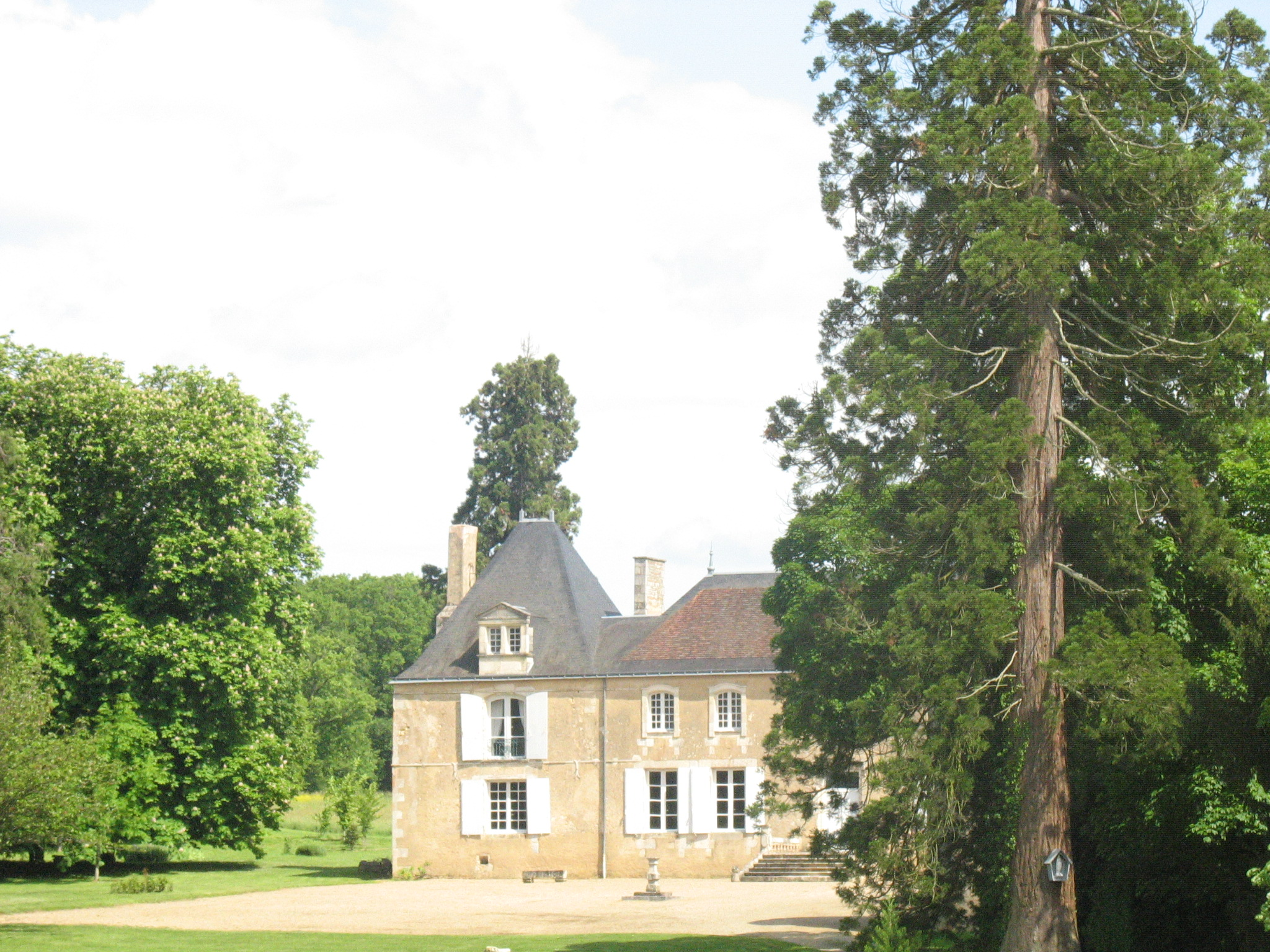
Schloss Cigogne in Mignaloux

- Kirche von Mignaloux-Beauvoir, seit 1931 Monument historique
- Schloss Cigogne, erbaut im 17. Jahrhundert, seit 1986 Monument historique
- Herrenhaus von Beauvoir mit Kapelle (im Stile des Art déco errichtet) aus dem 19. Jahrhundert, heute Golfanlage
- Botanischer Garten der Universität Poitiers

## Gemeindepartnerschaften
Mit der irischen Gemeinde Midleton im County Cork und mit der polnischen Gemeinde Kąty Wrocławskie in Niederschlesien bestehen Partnerschaften. 2025 wurde eine neue Partnerschaft mit der deutschen Gemeinde Walddorfhäslach geschlossen.